# 1987 DF6
1987 DF6 är en asteroid i huvudbältet som upptäcktes den 23 februari 1987 av den belgiske astronomen Henri Debehogne vid La Silla-observatoriet.
Asteroiden har en diameter på ungefär 6 kilometer och den tillhör asteroidgruppen Eunomia.